# Lee Chang-soo
Le Grand maître Lee Chang-soo est né le 15 mai 1950 à Séoul dans le quartier de Teuk Polsi et dirige l'école Jin Jung Kwan Hapkido.

## Biographie
Il commence le Jin Jung Kwan Hapkido en 1964 à l'âge de 14 ans à Séoul dans le gymnase de Wangshimri sous la direction du maître Kim Myung Yong (actuel chef de file de l'école jin jung kwan et 9e dan de Hapkido). 
En juin 1976 il devient champion des poids-moyens du premier championnat de Corée de hapkido. En octobre de la même année il intègre l’équipe de démonstration de la Korea Hapkido Federation. En 1975  Kim Myung Yong immigre aux États-Unis donne la direction de l’école Jin Jung Kwan à Lee Chang Soo. 
C’est en 1984 que cette équipe fait une grande tournée de démonstrations dans tout
l’est de l’Asie (Singapour, Hongkong et l’Indonésie) 
En 1985 le grand maître Lee Chang Soo est nommé capitaine de l’équipe nationale de démonstration et entreprend de faire une démonstration de hapkido dans les 50 plus grandes villes de Corée (Séoul, Busan, Daegu, Incheon etc. …..). 
En 1986 il donne un séminaire aux shérifs de la Korean Air Lines. 
En 1987 il donne un séminaire pour la police de Séoul en prévision des jeux olympiques. 
En 1990 le grand maître Lee Chang Soo est nommé examinateur de l’Académie de police pour les évaluations de grade hapkido. 
Cette même année, la Korea Hapkido Federation le nomme président du jury pour les passages du 1er au 7e dan. 
En 1993 il est nommé par le gouvernement Grand Maître des institutions publiques Le
27 juillet 1993 la Korea Hapkido Federation lui donne le grade de 8e dan.
Maintenant, il est le chef de l’équipe de démonstration de la KHF et chaque année il donne le séminaire aux Maîtres toutes écoles confondues de la KHF (en 2002 plus de 300
participants). 
Depuis, Lee chang Soo est aussi entraîneur du SWAT (équivalent du GIGN) et évalue les étrangers pour l’attribution des grades de la KHF. 
Lee Chang Soo a formé plus de 1 020 maîtres qui enseignent le Hapkido jin jung kwan dans toute la Corée.